# The Great Challenge - I figli del vento
The Great Challenge - I figli del vento (Les Fils du vent) è un film del 2004 diretto da Julien Seri, ed incentrato sul gruppo di traceurs Yamakasi.

## Trama
Dei praticanti di parkour decidono di incontrarsi e di sfidarsi ad una specie di pallacanestro sui tetti di Londra dopo avere finito la partita decidono di andare in Thailandia ad aprire una palestra per i bambini che si trovano per le strade ma a Bangkok è in corso una battaglia tra mafie e gli yamakasi rimangono coinvolti.